# Eotriceratops
Eotriceratops xerinsularis
Genre
Espèce
Eotriceratops (qui signifie « Triceratops de l'aube ») est un genre fossile de dinosaures cératopsiens qui a vécu à la fin du Crétacé supérieur (Maastrichtien). Il a été découvert dans la formation géologique de Horseshoe Canyon en Alberta.
Une seule espèce est rattachée au genre : Eotriceratops xerinsularis, décrite en 2007 par Wu et al..
Ses fossiles ont été trouvés au sommet de la formation de Horseshoe Canyon, dans un niveau datant d'environ 67,6 millions années.

## Description
La longueur totale de l'animal était d'environ 9 mètres, et la longueur estimée du crâne holotype a été évaluée à 3 mètres.